# کالویتزانو
کالویتزانو (به ایتالیایی: Calvizzano) یک کومونه در ایتالیا است که در استان ناپل واقع شده‌است.

## خصوصیات
کالویتزانو ۳٫۹ کیلومترمربع مساحت و ۱۲٬۴۰۶ نفر جمعیت دارد.